# Acacallis cyanea
Acacallis cyanea es una orquídea de hábito epífita originaria de Suramérica.

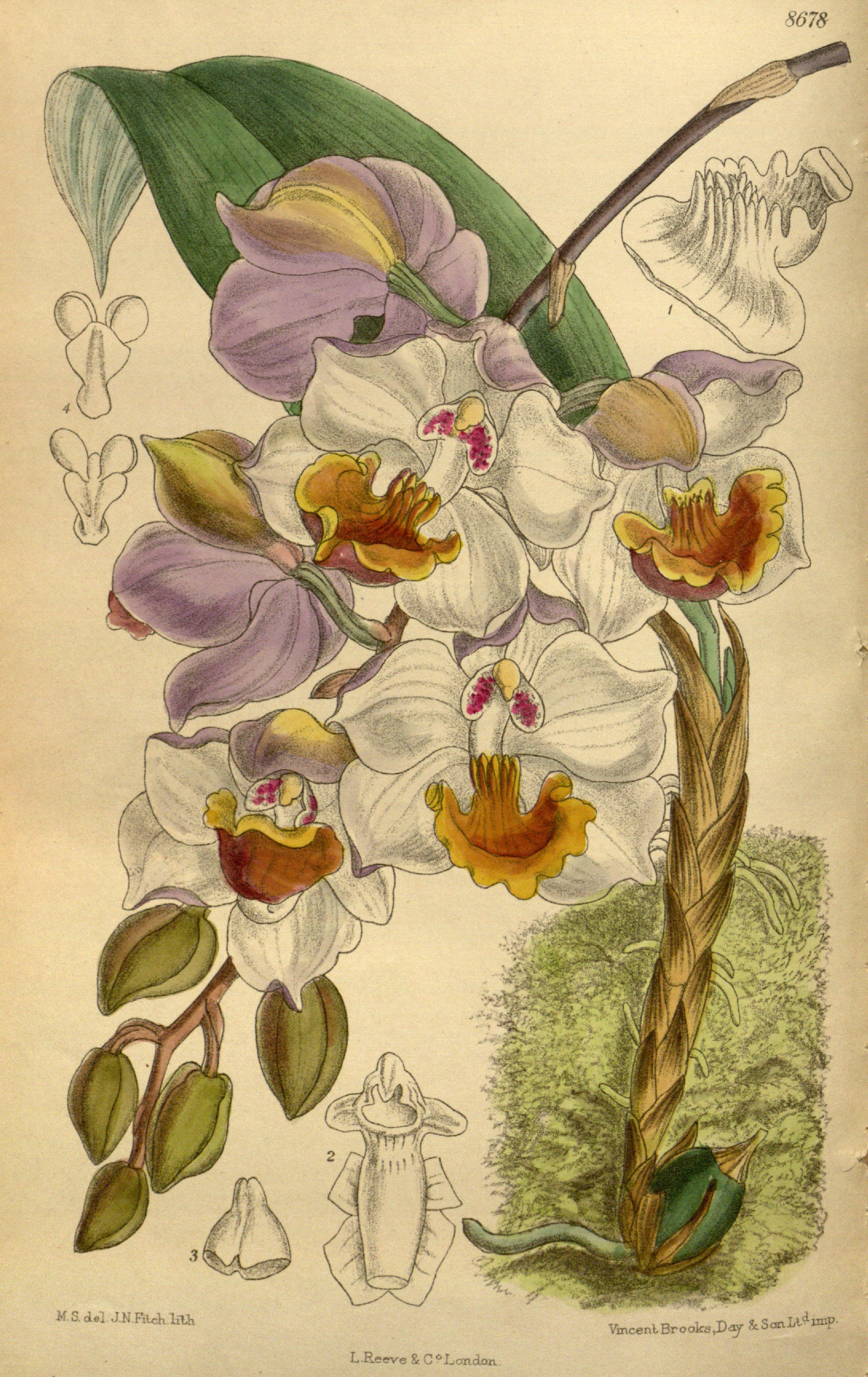
Ilustración

## Descripción
Es una pequeña planta que prefiere el clima cálido, es epífita con pseudobulbo fusiforme, levemente comprimido, rugoso y cubierto con brácteas de papel y con solo una o dos hojas coriáceas, oblongo-lanceoladas, corto peciolo, una visible, rastrera, con rizoma delgado y una esbelta inflorescencia de 30 cm de largo que es ligeramente más larga que las hojas y se plantea desde la base de un maduro psuedobulbo, lleva hasta 10 vistosas, fragantes flores y florece en los fines de invierno hasta el verano, principalmente en los fines de la primavera.

## Distribución
Se encuentran en Colombia, Venezuela y Brasil. En la naturaleza estas plantas se encuentran semi-sumergidos por la inundación de los ríos en la zona amazónica con las flores solo por encima de la línea de agua. Esta orquídea prosperará si se le da un lugar caliente y húmedo ambiente con mucha sombra o protegida de la luz del sol y espacio para la planta.

## Taxonomía
Acacallis cyanea fue descrita por John Lindley y publicado en Folia Orchidacea. Acacallis 1. 1853.
Etimología
Acacallis: nombre genérico que es una versión latinizada del griego antiguo "Ακακαλλίς, akakallis ", una ninfa que era amante del dios Apolo.
cyanea: epíteto latino que significa "de color azul".
Sinonimia
Los siguientes nombres se consideran sinónimos de Acacallis cyanea:
- Acacallis coerulea (Rchb.f.) Schltr. 1918
- Acacallis hoehnei (Hoehne) Schltr. 1918
- Acacallis oliveriana (Rchb. f.) Schltr. 1914
- Aganisia coerulea Rchb.f 1876
- Aganisia cyanea Rchb.f not Benth. 1869
- Aganisia oliveriana Rchb.f. 1878
- Aganisia tricolor N.E.Br. 1885
- Kochiophyton caeruleum Hoehne 1910
- Kochiophyton coeruleus Hoehne 1906
- Kochiophyton negrense Schlechter 1906
- Warrea cinerea Benth. 1881
- Aganisia tricolor N.E.Br. 1885